# Klein Svend und seine Mutter
|  | Denne artikel er oprettet af botten Steenthbot ud fra en ekstern database. Den kan derfor have sproglige fejl eller mangler. Denne skabelon kan fjernes efter kontrol af indholdet. |

Klein Svend und seine Mutter er en dansk stumfilm fra 1900 instrueret af Ubekendt.

## Medvirkende
- Tilly von Kaulbach
- Fridel Kaulbach
- Ebba Kaulbach
- Aage Lund